# Хайнрих II фон Мьомпелгард
Хайнрих II фон Мьомпелгард (на немски: Heinrich II von Mömpelgard; Heinrich II von Montfaucon; на френски: Henri II de Montbéliard; Henri de Montfaucon; * 1360, Монбеляр, Франция; † 28 септември 1396, Никопол, България) от род Монфокон, е граф на Монбеляр (Мьомпелгард) в днешна Франция и господар на Орбе (Швейцария), Ешаленс (Швейцария) и Марнай.

## Биография
Той е син на граф Стефан фон Мьомпелгард/Етиен дьо Монфокон (1325 – 1397) и съпругата му Маргарета дьо Шалон (1338 – 1392), дъщеря на Жан II де Шалон-Арле († 1362) и Маргарета дьо Мело († 1350).
Хайнрих участва в походите във Фландрия и във Валис. През 1393 г. той е камерхер на херцог Филип Смели от Бургундия. Хайнрих участва в кръстоносния поход на унгарския крал Сигизмунд против турците и е убит на 28 септември 1396 г. в битката при Никополис при Плевен в България.
След смъртта на баща му през 1397 г. Монфокон и графството Мьомпелгард попада чрез женитбата на дъщерята на Хайнрух, Хенриета, за граф Еберхард IV, на род Вюртемберг.

## Фамилия
Първи брак: на 18 януари 1383 г. с Мари дьо Шатийон († 18/25 февруари 1394), дъщеря на Гошер дьо Шатийон (1350 – 1404) и Жана дьо Куси († сл. 1355). Те имат четири дъщери:
- Хенриета фон Мьомпелгард (* 1384/1391; † 14 февруари 1444), омъжена между 13 ноември 1397 и 26 януари 1398 г. в Монбелярд за граф Еберхард IV фон Вюртемберг (* 23 август 1388; † 2 юли 1419)
- Маргарета фон Мьомпелгард/дьо Монфокон († 1410), омъжена на 14 май 1398 г. за граф Хумберт де ла Роше († юни 1457)
- Жана/Йохана фон Мьомпелгард/дьо Монфокон († 14 май 1445), омъжена на 10 януари 1398 или април 1411 г. за принц Луи II дьо Шалон-Оранж (* 1390; † 3 декември 1463)
- Агнес дьо Монфокон (* ок. 1393; † 1439), омъжена на 22 април 1398 г. за Тибот VIII дьо Ньофшател (* 1386/1387; † 21 май 1459)

Втори брак: през април 1396 г. с Беатрикс фон Фюрстенберг († 27 юли 1433), дъщеря на граф Хайнрих IV фон Фюрстенберг († 1408) и графиня София фон Меркенберг-Цолерн-Шалксбург († 1427). Те имат три деца:
- Етиен д'Орбе († 1466), каноник в Монбеляр
- Жан фон Мьомпелгард, каноник в Монбеляр
- Катерина фон Мьомпелгард

Вдовицата му Беатрикс фон Фюрстенберг се омъжва втори път пр. 3 май 1399 г. за граф Рудолф II фон Верденберг-Райнек († 1418/1421).